# Caspar Netscher

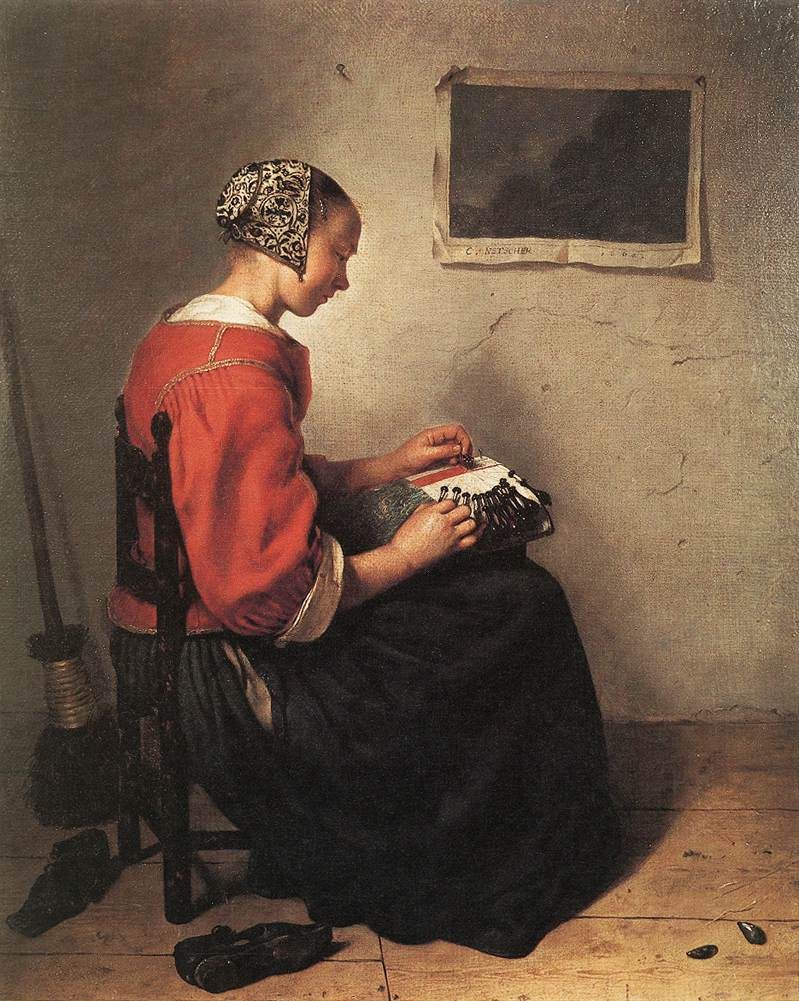
Knypplerskan 1662

Caspar Netscher, född omkring 1636, död 1684 i Haag, var en nederländsk målare.
Netscher var elev bland annat till Gerhard Terborch. Efter ett par års vistelse i Bordeaux omkring 1660 var han verksam i Haag som en mycket uppskattad porträttmålare. Netscher utförde även genrestycken och religiösa kompositioner.
Ett porträtt av Hedvig Eleonora på Nationalmuseum har attribuerats till Netscher. På Kunstmuseet, Köpenham finns ett herrporträtt av honom.

## Galleri

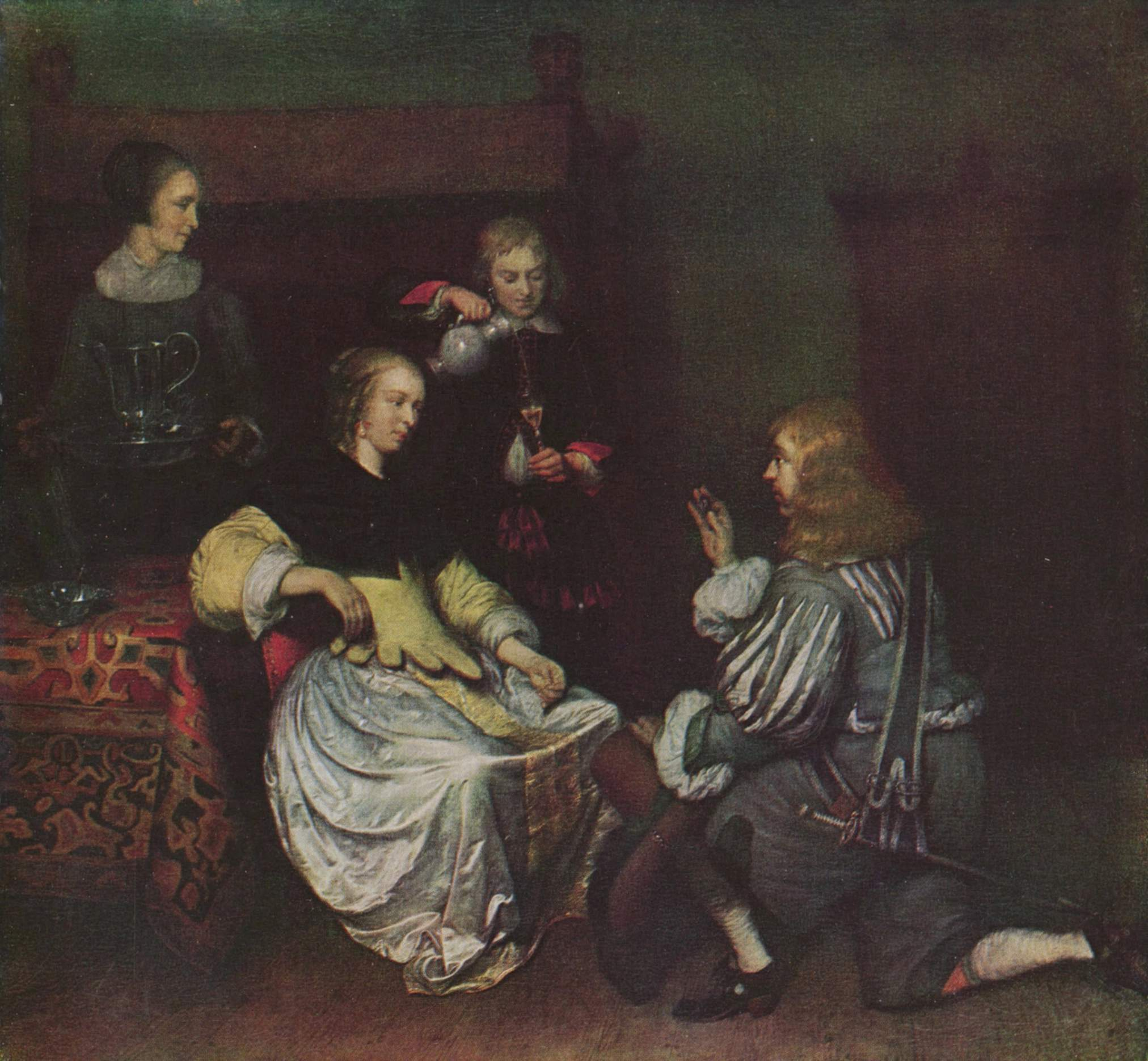
Medaljongen
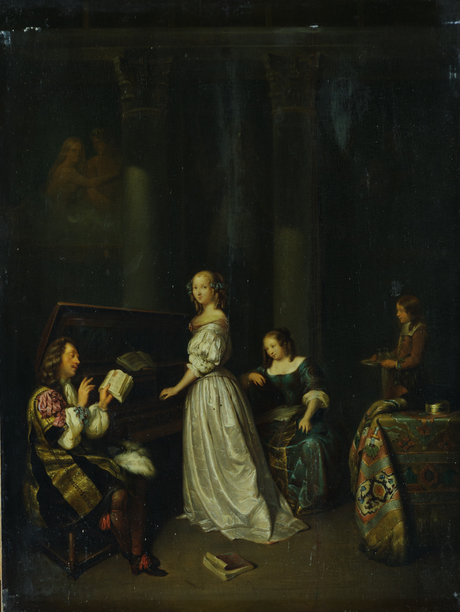
Sånglektion
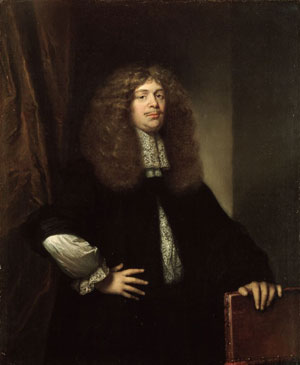
Coenraad van Beuningen, 1673
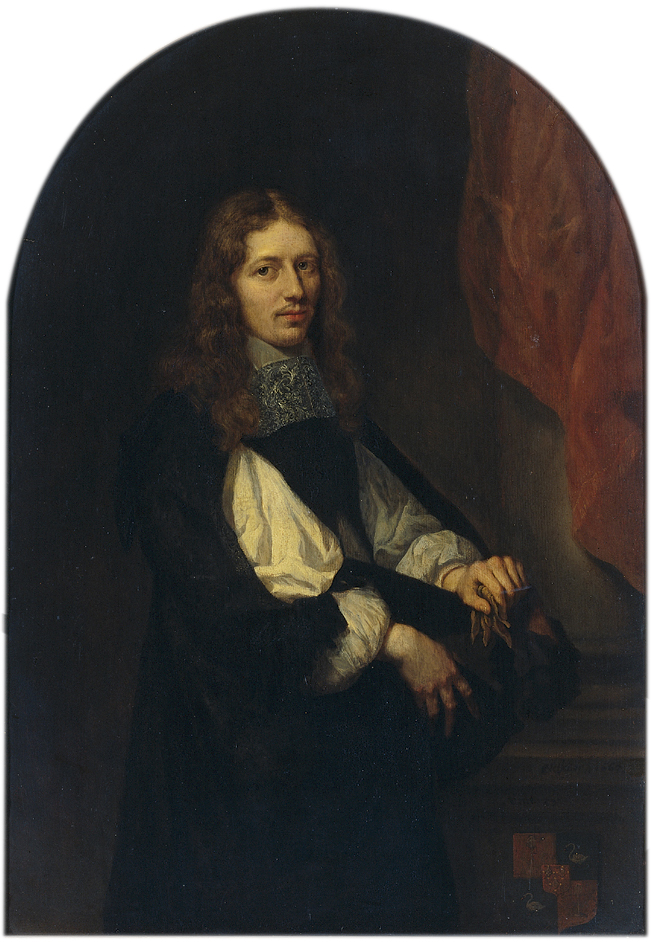
Pieter de Graeff
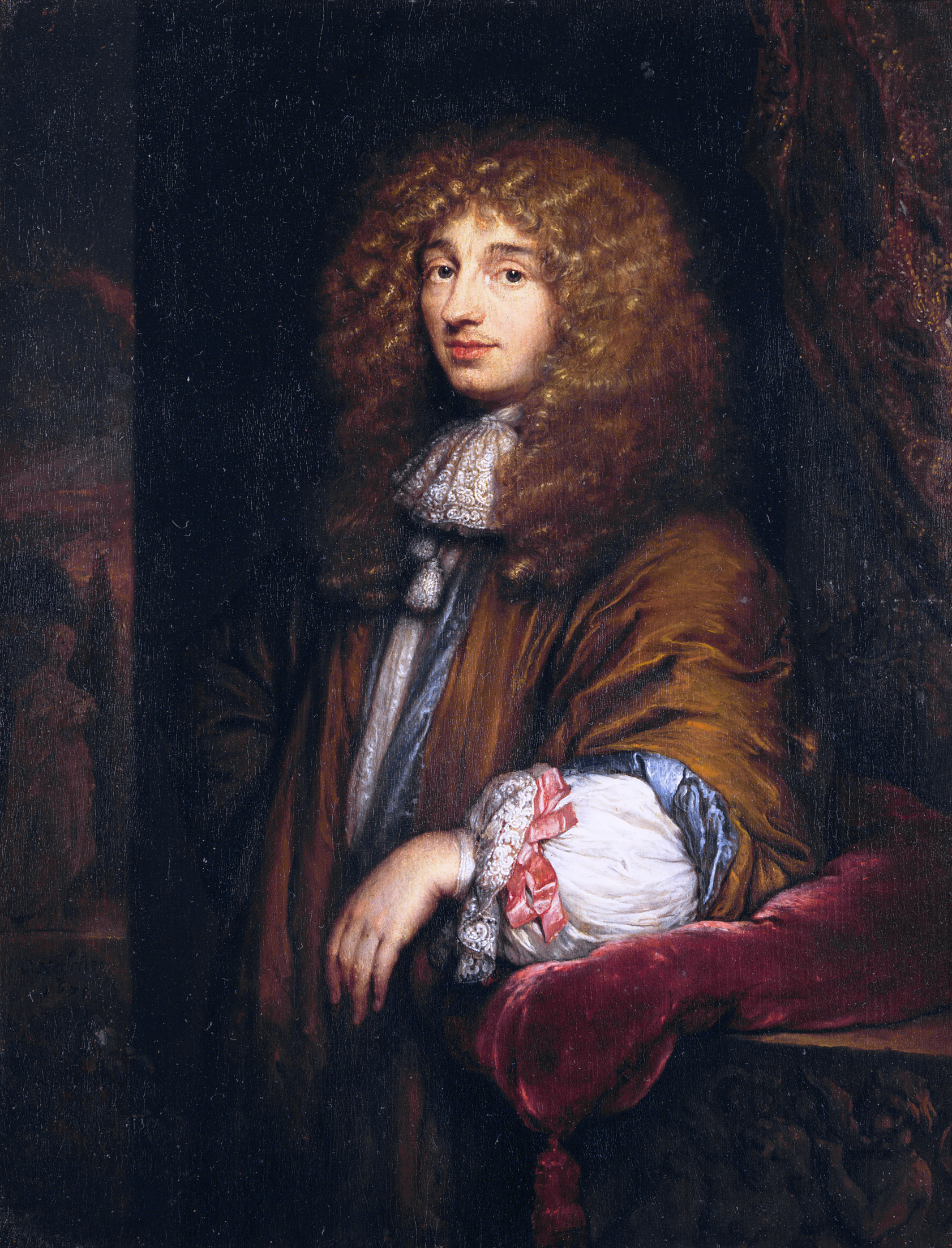
Christiaan Huygens
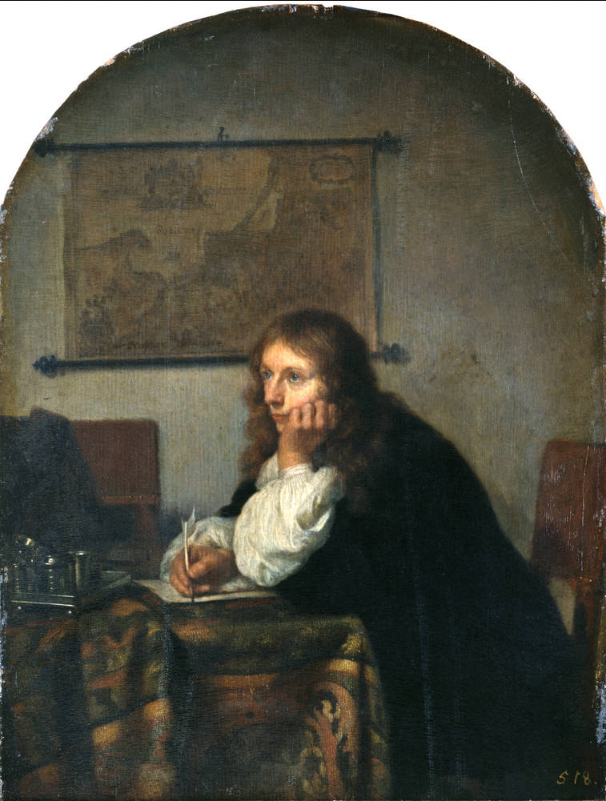
Brevskrivaren, 1665
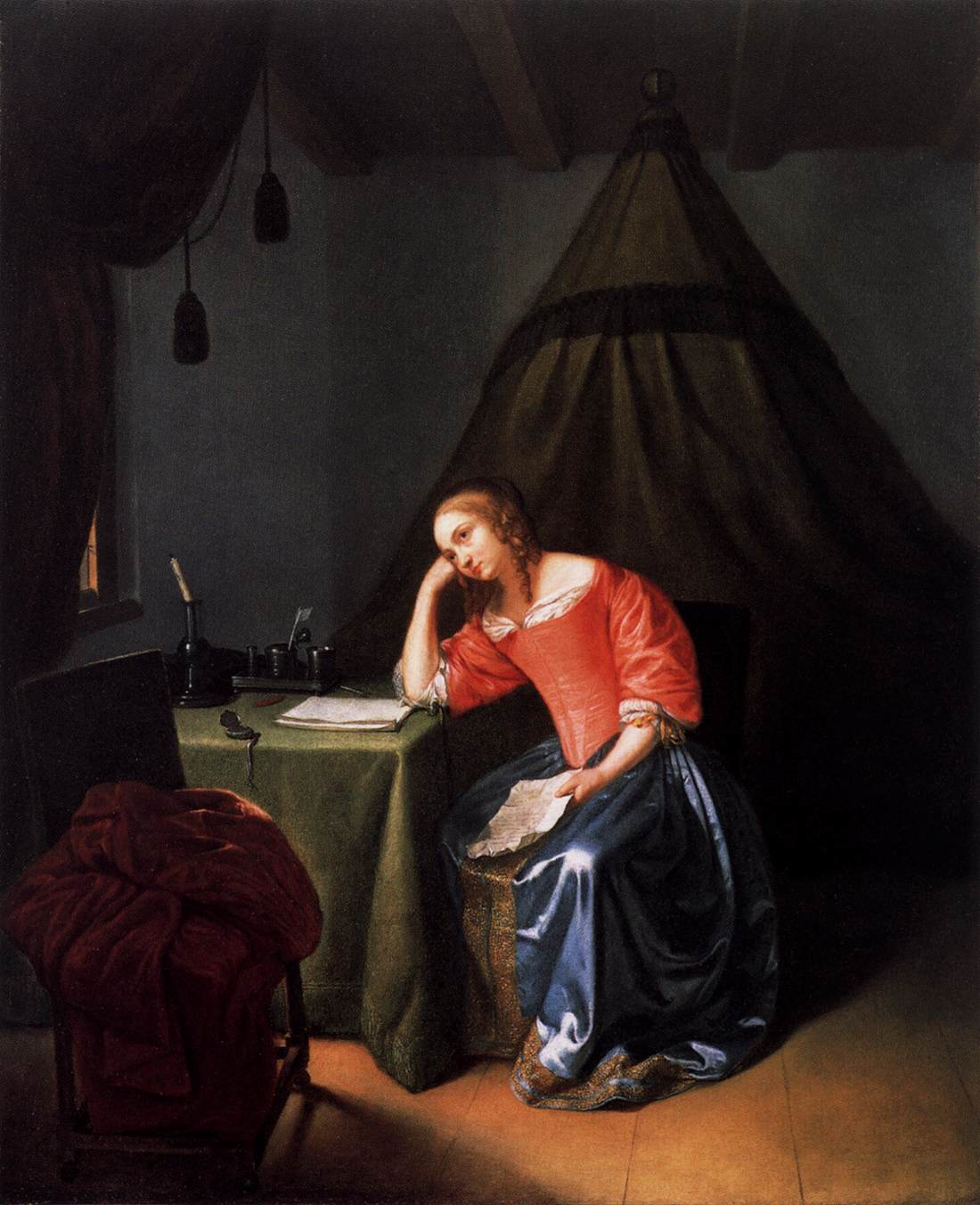
Ung kvinna som håller ett brev, omkring 1665
Dam vid fönster, 1666
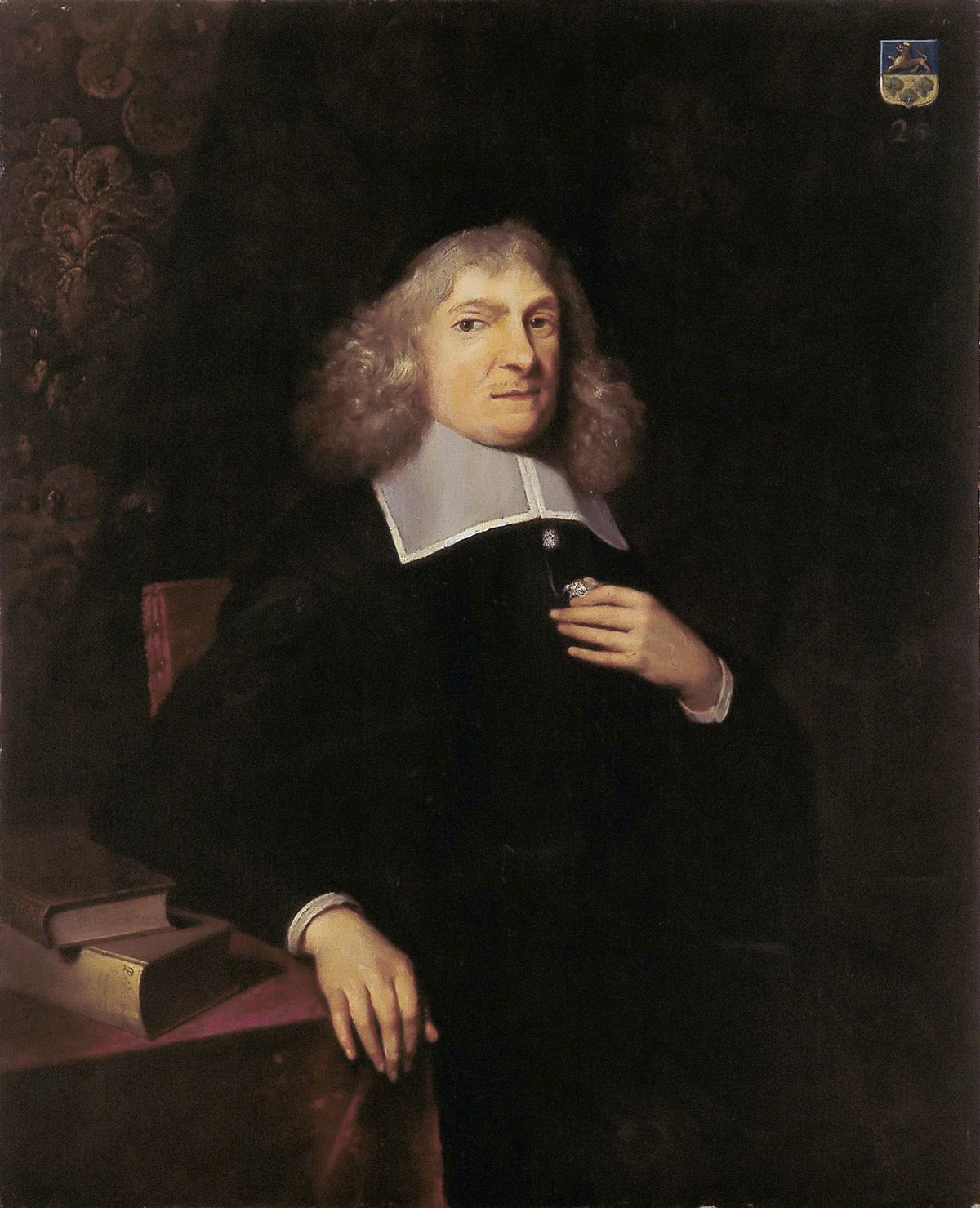
Abraham de Wicquefort